# 卡惹拉黄堇
卡惹拉黄堇（学名：Corydalis inopinata）为罂粟科紫堇属下的一个变种。

## 扩展阅读
維基物種上的相關：卡惹拉黄堇